# Noelia Vera
Noelia Giselle Vera Aguilar (* 19. Dezember 1989) ist eine paraguayische Leichtathletin, im Weitsprung und im Sprint an den Start geht.

## Sportliche Laufbahn
Erste internationale Erfahrungen sammelte Noelia Vera vermutlich im Jahr 2011, als sie bei den Südamerikameisterschaften in Buenos Aires mit 27,49 s in der ersten Runde im 200-Meter-Lauf aus ausschied. 2014 schied sie beim Panamerikanischen Sportfestival in Mexiko-Stadt mit 12,83 s und 26,73 s jeweils im Vorlauf über 100 und 200 Meter aus und 2017 verpasste sie bei den Südamerikameisterschaften in Luque mit 12,36 s den Finaleinzug im 100-Meter-Lauf und wurde mit der paraguayischen 4-mal-100-Meter-Staffel disqualifiziert. 2022 nahm sie an den Südamerikaspielen in Asunción teil und belegte dort mit 5,50 m den siebten Platz im Weitsprung und gelangte mit der Staffel mit 46,37 s auf Rang vier. Im Jahr darauf belegte sie bei den Südamerikameisterschaften in São Paulo mit 5,54 m den achten Platz im Weitsprung und 2024 wurde sie bei den Ibero-Amerikanischen Meisterschaften in Cuiabá mit 5,55 m Zehnte.
2019 wurde Vera paraguayische Meisterin im Weitsprung.

## Persönliche Bestzeiten
- 100 Meter: 12,22 s (+1,1 m/s), 13. August 2022 in Asunción
- 200 Meter: 26,00 s (+1,0 m/s), 16. April 2016 in Asunción
- Weitsprung: 5,73 m (+1,8 m/s), 6. April 2019 in Encarnación